# Wet innovatie en kwaliteit kinderopvang
De Wet innovatie en kwaliteit kinderopvang, afgekort IKK, is een Nederlandse wet die de kwaliteit en toegankelijkheid van de kinderopvang verbetert. De kwaliteitseisen zijn opgedeeld in vier thema's: de ontwikkeling van het kind staat centraal, veiligheid en gezondheid, stabiliteit en pedagogische maatwerk en kinderopvang is een vak. De wijzigingen komen voort uit het akkoord Innovatie en Kwaliteit Kinderopvang dat minister Asscher van Sociale Zaken en Werkgelegenheid, de Brancheorganisatie Kinderopvang, Sociaal Werk Nederland, BOinK, de FNV Zorg en Welzijn en het CNV Zorg en Welzijn in 2016 sloten. Op een later moment heeft ook de Branchevereniging Maatschappelijke Kinderopvang zich achter het akkoord geschaard. De wet is aangenomen door de Tweede Kamer op 21 februari en op 30 mei 2017 door de Eerste Kamer. De kwaliteitseisen zijn verschillende malen gewijzigd.